# 1975 na política

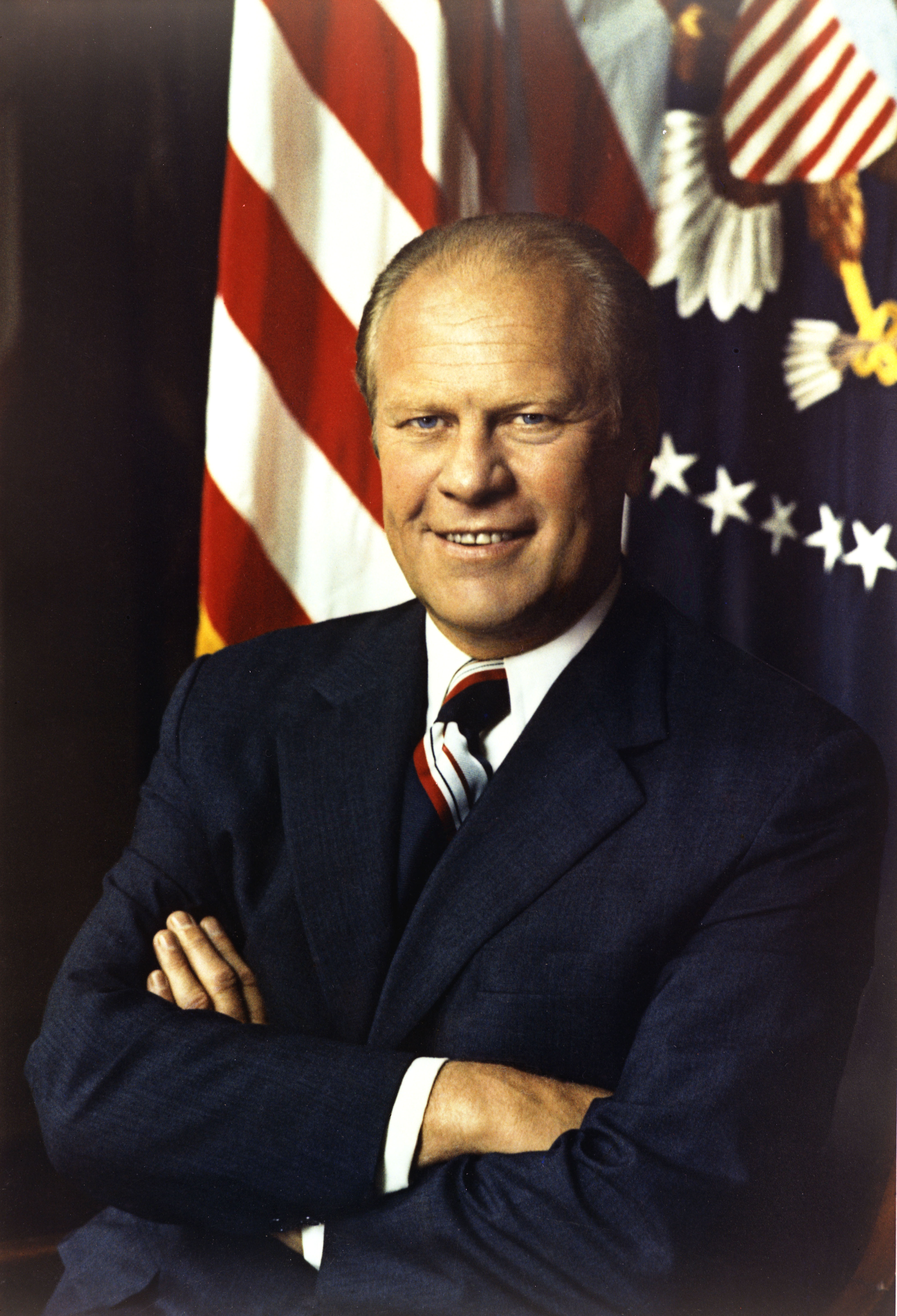
Gerald Ford

## Eventos
- 20 de Fevereiro - A Bolívia restabelece relações com o Chile, após 13 anos de rompimento.
- 11 de Março - tentativa de golpe de estado de direita em Portugal liderada pelo general António de Spínola.Esta passagem carece de fontes
- 13 de Abril - Atentado em Beirute marca o início da guerra civil no Líbano que durará mais de quinze anos e terminará em 1990.
- 17 de Abril - No Camboja, o Khmer Vermelho entra em Phnom Penh, o que marca o fim da guerra civil e o início do regime de Pol Pot.
- 30 de Abril - A Guerra do Vietnã chega ao fim depois de quatorze anos, com a vitória do regime comunista do norte.
- 25 de Abril- Eleição da Assembleia Constituinte Portuguesa.
- 25 de Junho - Independência de Moçambique.
- 5 de Julho - Independência de Cabo Verde.
- 6 de Julho - Independência das Comores.
- 12 de Julho - Independência de São Tomé e Príncipe.
- 16 de Setembro - Independência da Papua-Nova Guiné.
- 19 de Setembro - José Baptista Pinheiro de Azevedo substitui Vasco dos Santos Gonçalves no cargo de primeiro-ministro de Portugal.
- 25 de Outubro - No Brasil, o diretor de jornalismo da TV Cultura, Vladimir Herzog, detido oito dias antes, é assassinado por enforcamento na sede do DOI-CODI, em São Paulo. A versão oficial anuncia a hipótese de suicídio, mas a revelação do crime provoca uma séria crise no governo militar, dando início ao declínio da fase de torturas nos bastidores do regime.
- 11 de Novembro - Independência de Angola.
- 12 de Novembro - Cerco e sequestro dos deputados da Assembleia Constituinte portuguesa.
- 22 de novembro - Reimplantada a monarquia em Espanha, com a coroação do Rei Juan Carlos.
- 25 de Novembro - Independência do Suriname.
- 25 de Novembro - * Tentativa de golpe de estado em Portugal por parte da esquerda política, operacionalizada pelo COPCON (liderado por Otelo Saraiva de Carvalho).
- 28 de Novembro - Timor-Leste declara a independência.
- 7 de Dezembro - A Indonésia invade Timor-Leste.

- Süleyman Demirel substitui Sadi Irmak no cargo de primeiro-ministro da Turquia.
- Francisco Morales Bermudez Cerruti substitui Juan Velasco Alvarado no cargo de presidente do Peru.
- Terminam as Guerras Coloniais portuguesas.

## Eventos vexilológicos
- O Benim adopta uma bandeira vermelha com uma estrela verde ao canto.

## Nascimentos
| Data | Nome | Profissão | Nacionalidade | Observações | Ref |
| ---- | ---- | --------- | ------------- | ----------- | --- |

## Mortes
| Data           | Nome                     | Profissão                                                       | Nacionalidade             | Observações | Ref |
| -------------- | ------------------------ | --------------------------------------------------------------- | ------------------------- | ----------- | --- |
| 17 de janeiro  | Gustavo Rojas Pinilla    | Presidente da República da Colômbia de 1953 a 1957              | Colômbia                  | n. 1900     |     |
| 5 de abril     | Chiang Kai-shek          | político chinês                                                 | China                     | n. 1887     |     |
| 21 de abril    | Ranieri Mazzilli         | político brasileiro e o 23º e 25º Presidente do Brasil          | Brasil                    | n. 1910     |     |
| 13 de junho    | José María Guido         | presidente da Argentina de 1962 a 1963                          | Argentina                 | n. 1910     |     |
| 18 de julho    | Juarez Távora            | militar e político                                              | Brasil                    | n.1898      |     |
| 15 de agosto   | Sheikh Mujibur Rahman    | presidente do Bangladesh de 1971 a 1972 e em 1975               | Reino Unido (Bangladesh)  | n. 1920     |     |
| 20 de agosto   | Arlindo de Andrade Gomes | jurista, jornalista e político                                  | Brasil                    | n. 1884     |     |
| 27 de agosto   | Haile Selassie           | imperador da Etiópia                                            | Etiópia                   | n. 1892     |     |
| 29 de agosto   | Eamon de Valera          | terceiro presidente da Irlanda                                  | Estados Unidos            | n. 1882     |     |
| 20 de novembro | General Francisco Franco | ditador espanhol                                                | Espanha                   | n. 1892     |     |
| 4 de dezembro  | Hannah Arendt            | teórica política                                                | Alemanha / Estados Unidos | n. 1906     |     |
| 8 de dezembro  | Plínio Salgado           | político e jornalista, fundador da Ação Integralista Brasileira | Brasil                    | n. 1895     |     |